# Sh2-54
Sh2-54 ist ein Emissionsnebel (HII-Region) im Sternbild Schlange. Er wurde von dem Astronomen Stewart Sharpless in seinem 1959 erschienenen Katalog der Nebel katalogisiert. Er befindet sich in einer Entfernung von etwa 6.000 Lichtjahren von der Erde. In seinem Kern gibt es viele Protosterne und viele Infrarotquellen. Einige dieser Quellen, wie IRAS 18151-1208, sind höchstwahrscheinlich sehr junge, massereiche Sterne. Die ältere Sternpopulation in dieser Region hat ein Durchschnittsalter von 4–5 Millionen Jahren, und ihre Komponenten sind im offenen Sternhaufen NGC 6604 zusammengefasst.